# Giovanni Migliara
Giovanni Migliara (Alessandria, 1785-Milán, 1837) fue un pintor italiano.

## Biografía
Nació el 15 de octubre de 1785 en Alessandria, en el Piamonte, hijo de Pietro Migliara y Anna Bandera. Falleció el 18 de abril de 1837 en Milán. Pintó vistas de edificios.